# فرودگاه بورنپور
فرودگاه بورنپور (به انگلیسی: Burnpur Airport) (به زبان بومی: IISCO Airport) یک فرودگاه خصوصی است که یک باند فرود آسفالت دارد و طول باند آن ۱۰۶۱ متر است. این فرودگاه در کشور هند قرار دارد و در ارتفاع 94 m msl متری از سطح دریا واقع شده‌است.